# NGC 3791
NGC 3791 este o galaxie lenticulară situată în constelația Cupa. A fost descoperită în 22 februarie 1787 de către William Herschel. Se află la o distanță de 84,72 de megaparseci de Pământ.